# Damián Quintero
Pour les articles homonymes, voir Quintero.
Damián Hugo Quintero Capdevila, né le 4 juillet 1984 à Buenos Aires, est un karatéka espagnol.

## Carrière
Il a remporté la médaille d'or du kata individuel masculin aux championnats d'Europe de karaté en 2013 à Budapest, en 2015 à Istanbul, en 2016 à Montpellier, en 2017 à Kocaeli, en 2018 à Novi Sad, en 2019 à Guadalajara et en 2023 à Guadalajara. Il s'est également imposé dans cette discipline aux Jeux européens de 2015 à Bakou ainsi qu'aux  Jeux européens de 2023 à Bielsko-Biała. 
Il est médaillé d'argent en kata individuel aux Championnats du monde de karaté 2018 à Madrid. Il remporte la médaille d'or en kata individuel aux Jeux mondiaux de plage de 2019 à Doha. Il est médaillé d'argent en kata individuel aux Championnats d'Europe de karaté 2022 à Gaziantep. Aux Jeux méditerranéens de plage de 2023 à Héraklion, il est le porte-drapeau de la délégation espagnole et remporte la médaille de bronze en kata individuel.
Il remporte la médaille d'argent en kata individuel aux Championnats du monde de karaté 2023 à Budapest.